# Parijs-Roubaix 1937
De 38e editie van de wielerwedstrijd Parijs-Roubaix werd gereden op 28 maart 1937. De wedstrijd was 255 km lang. Van al de deelnemers wisten er 50 de eindstreep te halen. De wedstrijd werd gewonnen door Jules Rossi.

## Uitslag
| Plaats  | Naam             | Tijd     |
| ------- | ---------------- | -------- |
| Winnaar | Jules Rossi      | 7u17’57” |
| 2       | Albert Hendrickx | z.t.     |
| 3       | Noël Declercq    | z.t.     |
| 4       | Emiel Vandepitte | z.t.     |
| 5       | Aimé Lievens     | z.t.     |
| 6       | Gustave Danneels | +1’03”   |
| 7       | Edgard De Caluwé | z.t.     |
| 8       | Frans Bonduel    | z.t.     |
| 9       | Severin Vergili  | z.t.     |
| 10      | Georges Speicher | z.t.     |

1896 · 
1897 · 
1898 · 
1899 · 
1900 · 
1901 · 
1902 · 
1903 · 
1904 · 
1905 · 
1906 · 
1907 · 
1908 · 
1909 · 
1910 · 
1911 · 
1912 · 
1913 · 
1914 · 
1915 · 
1916 · 
1917 · 
1918 · 
1919 · 
1920 · 
1921 · 
1922 · 
1923 · 
1924 · 
1925 · 
1926 · 
1927 · 
1928 · 
1929 · 
1930 · 
1931 · 
1932 · 
1933 · 
1934 · 
1935 · 
1936 · 
1937 · 
1938 · 
1939 · 
1940 · 
1941 · 
1942 · 
1943 · 
1944 · 
1945 · 
1946 · 
1947 · 
1948 · 
1949 · 
1950 · 
1951 · 
1952 · 
1953 · 
1954 · 
1955 · 
1956 · 
1957 · 
1958 · 
1959 · 
1960 · 
1961 · 
1962 · 
1963 · 
1964 · 
1965 · 
1966 · 
1967 · 
1968 · 
1969 · 
1970 · 
1971 · 
1972 · 
1973 · 
1974 · 
1975 · 
1976 · 
1977 · 
1978 · 
1979 · 
1980 · 
1981 · 
1982 · 
1983 · 
1984 · 
1985 · 
1986 · 
1987 · 
1988 · 
1989 · 
1990 · 
1991 · 
1992 · 
1993 · 
1994 · 
1995 · 
1996 · 
1997 · 
1998 · 
1999 · 
2000 · 
2001 · 
2002 · 
2003 · 
2004 · 
2005 · 
2006 · 
2007 · 
2008 · 
2009 · 
2010 · 
2011 ·
2012 · 
2013 ·
2014 ·
2015 ·
2016 ·
2017 ·
2018 ·
2019 ·
2020 · 
2021 · 
2022 · 
2023 · 
2024 · 
2025